# Hohen Neuendorf
Hohen Neuendorf (letteralmente: "Neuendorf di sopra", in contrapposizione alla vicina Nieder Neuendorf – "Neuendorf di sotto") è una città di 27 131 abitanti del Brandeburgo, in Germania.

Appartiene al circondario dell'Oberhavel.

## Storia
Il 20 settembre 1993 vennero annessi a Hohen Neuendorf i comuni di Bergfelde e Borgsdorf.

## Società

### Evoluzione demografica
- Sviluppo della popolazione dal 1875 entro gli attuali confini (Linea Blu: Popolazione; Linea puntata: Confronto dello sviluppo della popolazione dello stato del Brandenburgo; Sfondo grigio: Ai tempi del governo nazista; Sfondo rosso: Al tempo del governo comunista)
- Sviluppo recente della popolazione (Linea blu) e previsioni

## Geografia antropica

### Suddivisioni amministrative
Hohen Neuendorf è divisa in 4 zone (Stadtteil), corrispondenti all'area urbana e a 3 frazioni:
- Hohen Neuendorf (area urbana)
- Bergfelde
- Borgsdorf
- Stolpe

## Amministrazione

### Gemellaggi
Hohen Neuendorf è gemellata con:
- Fürstenau, dal 1991
- Maing, dal 1992
- Müllheim, dal 1992
- Janów Podlaski, dal 1995